# London Buses
London Buses Services Limited, più semplicemente nota come London Buses, è una sussidiaria della Transport for London (TfL) che gestisce il servizio della maggior parte degli autobus nella Grande Londra.
È stata costituita in seguito al Greater London Authority Act del 1999, che ha trasferito il controllo dei servizi di autobus del London Regional Transport (LRT) a TfL, controllata dal Sindaco di Londra.
La rete di autobus locali di Londra è una delle più grandi e complete al mondo. A marzo 2023, 8 643 autobus operano su oltre 670 percorsi diversi. Nel biennio 2019/20, sono stati effettuati 2,09 miliardi di viaggi di passeggeri.

## Organizzazione
Le principali aree di responsabilità diretta di Transport for London attraverso London Buses sono le seguenti:
- pianificazione di nuovi percorsi di autobus ed eventuale revisione di quelli esistenti;
- specificazione dei livelli di servizio;
- monitoraggio della qualità del servizio;
- gestione delle autostazioni e delle fermate degli autobus;
- assistenza nella creazione di deviazioni "sul campo", assistenza agli autisti in situazioni che vanno oltre i requisiti di lavoro, come per esempio in caso di incidenti stradali;
- erogazione di informazioni ai passeggeri sotto forma di orari e mappe alle fermate e online, nonché un servizio di pianificazione del percorso online;
- produzione di mappe opuscolo fisiche nonché disponibile tramite download online;
- funzionamento dell'NMCC, il centro di comando e controllo 24 ore su 24 di London Buses, con sede a Southwark.

### Gestione
L'attuale servizio di bus viene operato da un gran numero di aziende private che agiscono sotto il controllo della London Buses. Anche se la maggior parte di queste compagnie è di struttura privata, una di queste, la East Thames Buses, è di proprietà del Transport for London. Anche se questa eccezione è stata determinata dal fallimento di un operatore privato, sembra che essa sia stata istituzionalizzata per essere d'esempio agli altri operatori sul come il TfL desidera gestire il servizio.

### Pubblicazioni
Il London Buses pubblica una varietà di mappe e materiale informativo sulla gestione della rete dei bus. In parte sono delle mappe di Londra con sovraimpresse le linee dei bus. Nel 2002 la TfL introdusse la prima "spider" map. 
Piuttosto che coprire l'intera città, queste mappe sono centrate su una determinata zona e riproducono le fermate delle diverse linee che la percorrono. L'andamento a ragnatela delle linee sulle mappe ha dato il nomignolo "spider" (ragno) al tipo di mappa, anche se ora la TfL, sul suo sito, le chiama mappe delle linee. Le mappe sono esposte nelle fermate principali e possono essere scaricate in formato PDF dal sito internet della TfL.

## Biglietterie automatiche e tariffe
Sulla rete dei London Buses si può viaggiare sia con la Travelcard, obliterata nell'apposita macchinetta, con la Oyster card e con un biglietto di corsa semplice. Le tariffe erano un tempo legate alla lunghezza della corsa ma oggi esiste un'unica tariffa per qualsiasi percorrenza sulla linea. Dal 2000 la tariffa di corsa semplice divenne più alta per percorrenze nella Zone 1 rispetto alle altre zone. Dal 2004 questa differenza venne eliminata in coincidenza dell'introduzione della Oyster card che ha delle tariffe più basse del biglietto di corsa semplice.
Con la Oyster card, pay as you go (paga secondo l'utilizzo), i viaggiatori pagano una certa quota per ogni viaggio, anche se vi è un massimo giornaliero, circa la somma che può essere addebitata giornalmente ("daily cap"), dalle 4,30 del mattino alle 4,30 del giorno successivo, per l'uso della tessera senza tener conto dei viaggi effettuati. Sulla Oyster card possono anche essere caricati biglietti di abbonamento per sette e trenta giorni.
Tutti i bambini fino a 11 anni viaggiano gratuitamente ed i ragazzi fino a 18 anni godono di tariffe ridotte. Per coloro che abitano in un borough di Londra ed in possesso di una valida Oyster Photocard possono ottenere dal TfL un codice che consente ai ragazzi sotto i 16 anni di viaggiare gratis ed anche a quelli fino a 18 anni che studiano a tempo pieno o lavorano come apprendisti. Uno sconto del 30% sugli abbonamenti settimanali e mensili è disponibile per i ragazzi sopra i 18 anni che studiano. Un free pass è concesso a tutte le persone di oltre 60 anni, per un utilizzo dopo le 9,30 nei giorni dal lunedì al sabato e in ogni orario negli altri giorni della settimana e nei festivi. Questo free pass può essere utilizzato anche in altri mezzi di trasporto con le stesse modalità e limitazioni.

## Operatori

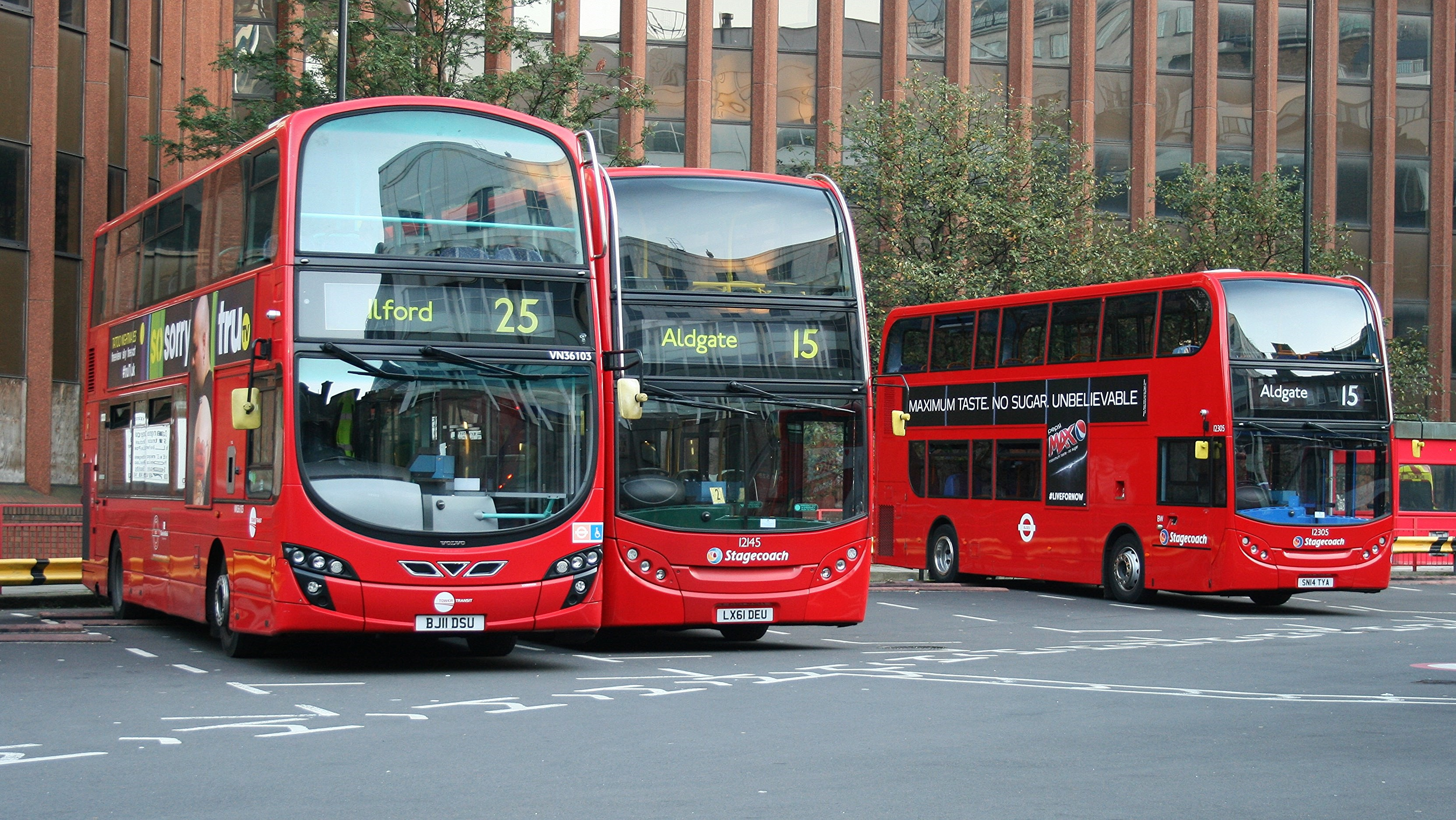
Autobus delle società Tower Transit e Stagecoach London presso l'autostazione di Aldgate nell'ottobre 2014

### Attuali
I servizi di autobus a Londra sono operati da (in ordine di grandezza della flotta):
- Go-Ahead London, (con le sussidiarie Blue Triangle, Docklands Buses, London Central, London General, Metrobus)
- Arriva London
- Stagecoach London (con le sussidiarie East London, Selkent, Thameside)
- Metroline
- RATP Dev Transit London (con le sussidiarie London Sovereign, London Transit, London United)
- Transport UK London Bus
- Sullivan Buses
- Uno

### Passati
- First London
- Tower Transit – la maggior parte delle operazioni è stata acquisita da RATP Dev Transit London nel 2021, mentre le restanti operazioni nell'ambito del deposito di Lea Interchange sono state acquisite da Stagecoach London nel 2022
- HCT Group

## Veicoli
I diversi operatori operanti sotto il controllo del London Buses utilizzano diversi modelli di veicoli, a parte le caratteristiche comuni del colore della livrea. In ogni modo i veicoli debbono rispondere a determinate specifiche minime previste dal capitolato del London Buses che esercita un severo controllo sulla qualità del servizio prestato, sull'età e le specifiche dei mezzi. Fra le specifiche obbligatorie vi è l'uso di un'uscita separata , non comune nei bus britannici, e negli autobus double-deckers, l'uso di una scala dritta piuttosto che quella a chiocciola usata un tempo nei bus britannici.
A causa delle specifiche dei bus londinesi, i bus dismessi dal servizio a Londra dopo appena pochi anni, vengono rivenduti ad altre città britanniche che non hanno questa particolare severità nell'impiego di mezzi pubblici.

## iBus

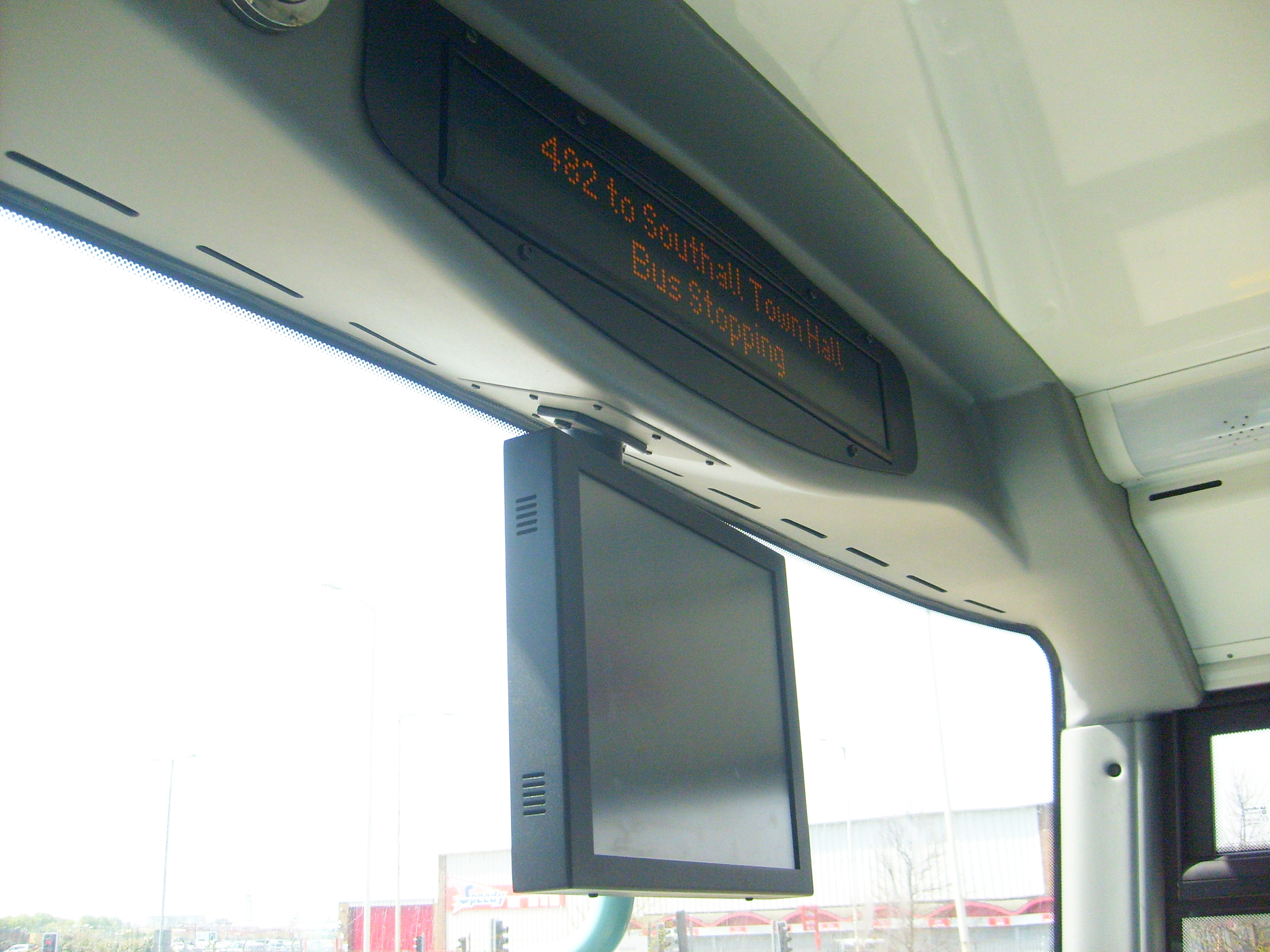
Lo schermo di un iBus sul London United Scania OmniCity double decker sulla route 482.

Gli iBus sono dotati di un sistema di localizzazione automatica del veicolo. Il sistema segue il movimento di tutti gli 8.000 veicoli del London Buses. Queste informazioni vengono utilizzate per fornire ai passeggeri informazioni precise sugli orari di arrivo dei veicoli e per regolare le luci dei semafori evitando soste inutili ai mezzi pubblici.
Gli attuali AVL (localizzazione automatica del veicolo) sono dotati di sensori a microonde situati su bus ed ai lati delle strade. Quando il veicolo passa il sensore stradale informa quello sul veicolo della posizione in cui si trova. Queste informazioni vengono inviate alla centrale che le elabora e le invia poi alle fermate per indicare l'ora di passaggio del bus. La stessa informazione viene poi inviata ai semafori che dispongono per la luce verde evitando così inutili soste al veicolo.
Comunque questo sistema non è perfetto in quanto se il bus passa troppo veloce o troppo distante dal sensore posto sulla strada, non riesce a captare il segnale.
Per ovviare a questo inconveniente sono stati messi a punto nuovi sensori che utilizzano altre fonti di localizzazione come:
- GPS
- Odometro, che misura la distanze percorse
- Un giroscopio, che fornisce la direzione del bus

Tutte queste informazioni vengono inserite in un Kalman filter, che, combinato con la conoscenza del percorso, genera la posizione del bus, anche in aree a bassa ricezione del GPS.
Queste posizioni molto precise vengono inviate al server della centrale che le elabora e le ritrasmette alle fermate.
Per ottenere la priorità ai semafori, il bus invia un impulso al semaforo usando un segnale radio a bassa potenza. Quando il semaforo individua un bus a breve distanza volge la luce a verde sulla sua direttrice di marcia. Esso funziona però soltanto con i veicoli che sono in ritardo sulla tabella di marcia.